# Llista de comptes per comissions
Aquesta és una llista de comptes corrents ordenats per les comissions aplicades.
S'inclouen només els comptes corrents, en euros, pertanyents a les entitats financeres amb seu social als Països Catalans, amb una comissió de manteniment igual a 0,00 euros i sense necessitat de vinculació. Les dades que es mostren a continuació són les fetes públiques per cada entitat. La llista està actualitzada el 18 de febrer de 2024.
| Rang | Nom compte     | Denominació comercial | Denominació social      | Comissió manteniment | Referència                            |
| ---- | -------------- | --------------------- | ----------------------- | -------------------- | ------------------------------------- |
| 1    | Compte Activa  | Activobank            | Banc de Sabadell        | 0,00 €               |                                       |
| 2    | Compte Imagin  | Imaginbank            | Caixabank               | 0,00 €               |                                       |
| 3    | Compte On      | Bankia                | Bankia                  | 0,00 €               | Arxivat 2020-02-18 a Wayback Machine. |
| 4    | Compte Online  | Banc Sabadell         | Banc de Sabadell        | 0,00 €               |                                       |
| 5    | Multicompte    | Caixa Guissona        | Caixa Rural de Guissona | 0,00 €               |                                       |
| 6    | Compte Corrent | Myandbank             | Andbank                 | 0,00 €               |                                       |